# Slancy
Slancy, in russo Сланцы?, è una città della Russia posta nell'Oblast' di Leningrado, sulla riva del fiume Pljussa, a 150 chilometri da San Pietroburgo, in direzione sudovest verso il confine con l'Estonia, attualmente è il capoluogo dello Slancevskij rajon.